# オランダ黄金時代
オランダ黄金時代（オランダおうごんじだい、オランダ語: Gouden Eeuw [ˈɣʌu̯də(n) ˈeːu̯]）は、オランダの歴史において貿易、科学、軍事、オランダ芸術が世界中で最も賞賛された期間で、おおよそ17世紀にあたる。初めの半分の期間は、1648年に終結した八十年戦争により特徴付けられる。黄金時代は、17世紀の終わりまでネーデルラント連邦共和国で続いた平和な時代であった。
1590年代の神聖ローマ帝国の領土から、世界で最も優れた海運国、経済大国になるまでの間のオランダの変遷は、歴史家のK. W. Swartにより「オランダの奇跡」と呼ばれている。

## 黄金時代の要因

レンブラント『夜警』 (1642年)

1568年、後にユトレヒト同盟 (オランダ語: Unie van Utrecht) に加盟することとなった7つの州が、フェリペ2世に対する反乱を開始し、オランダ独立戦争に発展していった。低地諸国がことごとく再占領される前、イングランドとスペインの間に英西戦争が勃発したことで、スペイン軍の進軍が止まり、ブルッヘやヘントといった貿易に重要な都市の支配に専念したが、当時間違いなく世界で最も重要な港であったアントウェルペンの支配権を失った。1585年8月17日、包囲戦の後、アントウェルペンが陥落し、北ネーデルラントと南ネーデルラント（ほぼ現在のベルギー)の分割が確固たるものとなった。
ネーデルラント連邦共和国（ほぼ現在のオランダ）は、十二年の停戦まで戦った。停戦後も敵意が消えることは無かった。三十年戦争を終結させた1648年のヴェストファーレン条約により、ネーデルラント連邦共和国が公式に認められ、スペイン王国から独立した。

### 熟練工のネーデルラント連邦共和国への移住

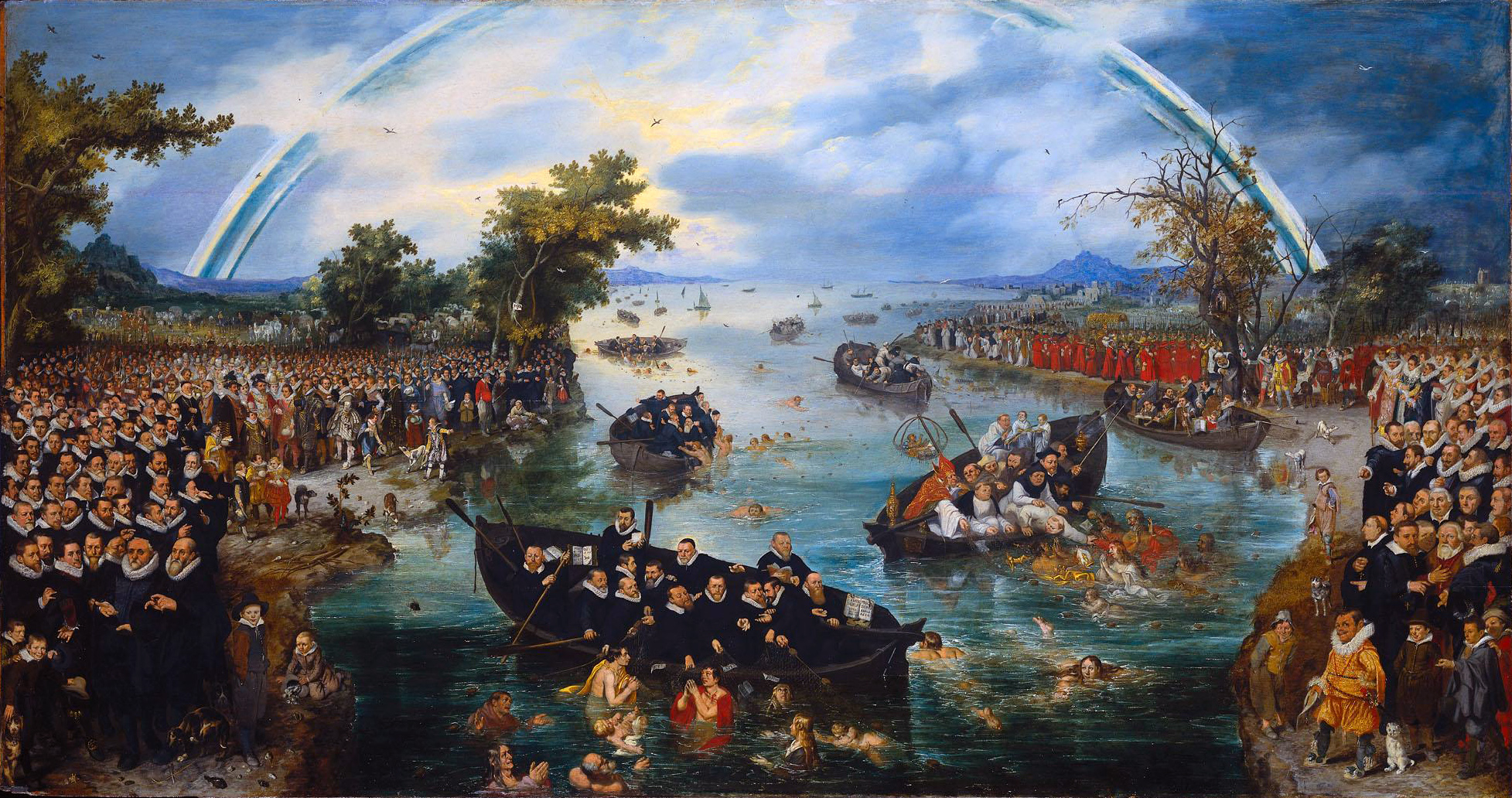
「魂の釣り」 (Zielenvisserij), 1614年、オランダ革命中のプロテスタントとカトリックの魂の闘争を風刺した寓意画、アドリアン・ファン・デ・フェンネ作 (アムステルダム国立美術館)

1585年のアントウェルペン陥落時の条件で、プロテスタントの住民は、（改宗することが出来ない場合は）都市やハプスブルク領を離れる前に、問題を処理するために4年間の猶予期間が与えられた。他の場所でも同様の対処法がとられた。プロテスタントは特に熟練工や、ブルッヘ、ヘント、アントウェルペンなどの港町の金持ちの商人が多かった。1585年から1630年の間に、他のエリアに移動したカトリック教徒も多かったものの、カトリック教徒が他のエリアに移動するよりも多くのプロテスタントが北ネーデルラントに移動した。プロテスタントの多くは北に移りアムステルダムに住み着き、小さな港であったアムステルダムは、1630年までに世界で最も重要な港町、商業の中心となっていた。
南ネーデルラントから大量のネイティブ住民が移動したのに加えて、特にポルトガルやスペインからのセファルディム、後にはフランスからのユグノーなど宗教的な迫害から逃れてきたネイティブではない多くの避難民の流入があった。ピルグリム・ファーザーズも、新世界への旅立ち前に、滞在していた。

### 安価なエネルギー源

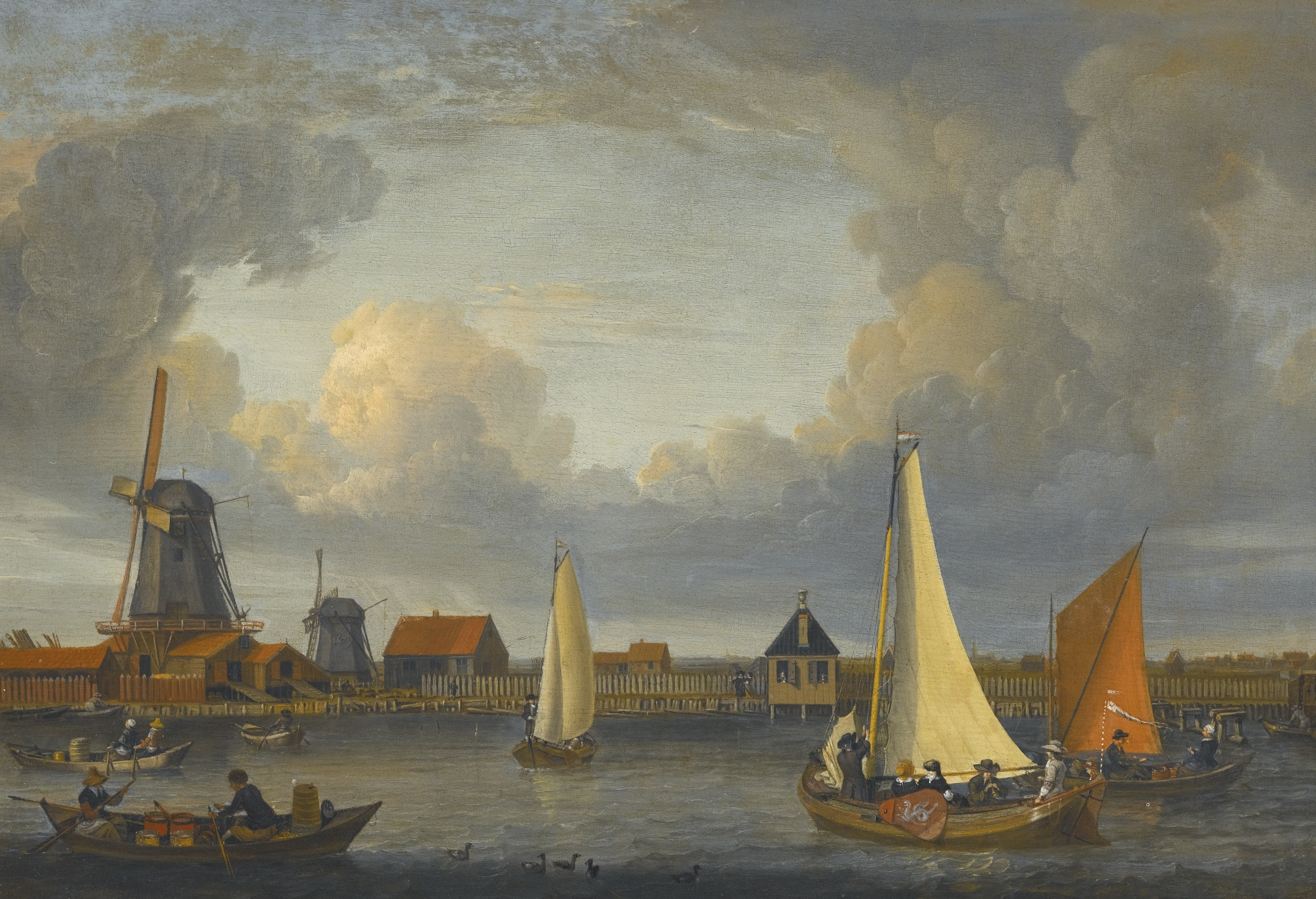
手漕ぎボートの漁師がいて奥に風車のある川の風景 1679年

この時期に、オランダにおいて貿易、産業、芸術、科学が花開いたことには、多くの理由がある。必要条件として、風車や泥炭から安価なエネルギーが得られたことで、運河によって簡単に都市に輸送できたことである。製材所の発明により世界中の貿易で使用される巨大船や、共和国の経済的利益を守る軍事的な巨大艦の建造が可能となった。

### 企業金融の誕生とその富
17世紀、有能な船員や優れた地図職人が伝統的に多かったオランダが、極東との貿易を開始した。彼らは徐々に世界の貿易において、かつてポルトガルやスペインが独占していた支配的なポジションを得るようになった。
1602年、オランダ東インド会社 (Verenigde Oostindische Compagnie, VOC) が設立された。世界初の多国籍企業で、最初の近代的な証券取引場であるアムステルダム証券取引所を設立した株式を財源としていた。オランダ東インド会社により、アジア貿易をオランダが独占することとなり、この状態は2世紀にわたって続くこととなった。同社は17世紀の世界最大の営利会社となった。香辛料が大量に輸入され、彼らの努力、（航海の）危険性に加え、おそらく満たされることのない程の需要により、巨額の利益をもたらした。これは今日オランダの言葉で「peperduur (香辛料と同じくらい高価である)」として知られており、この言葉は、当時の香辛料の価格を例示して、ものすごく高価なものを意味している。この地域内での貿易の成長に融資をするために、1609年にアムステルダム銀行が設立され、この銀行は最初の中央銀行ではないものの、それの前身にあたる。

## ヨーロッパの大国

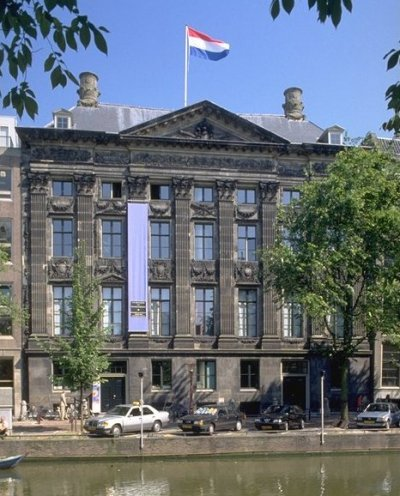
武器商人のトリップ兄弟がアムステルダムに「Trippenhuis」を建てた。典型的な17世紀の建築例で現在、オランダ王立芸術科学アカデミーの所在地である。

オランダはヨーロッパ諸国間の貿易も支配していた。低地帯諸国は、東西と南北の貿易ルートが横切る場所で、ライン川を通過して広大なドイツの内陸部へと繋がる場所を好んだ。オランダ人商人たちは、フランスやポルトガルから、バルト海地域へとワインを輸送し、地中海周辺諸国へと運ぶ穀物を積み込んで戻ってきた。1680年代、毎年、平均しておよそ1000隻のオランダ船が、バルト海へと入り、衰退しつつあったハンザ同盟諸国の市場と取引をしていた。オランダは、初期段階にあった北米のイングランドの植民地との貿易の支配権を得ることが可能であった。1648年スペインとの戦争が終結した後、オランダと北米のイングランド植民地との貿易も、栄えていた。

## 他の産業
国家的な産業も拡大した。造船所や精糖所が最たる例である。より広大な土地が利用されるにつれて、特に湖をベームスター、スヘルメル、Purmerなどのポルダーに改造し、地域の穀物生産と酪農場が大きく増えた。

## 国民意識
信仰の自由と経済的、政治的な独立のために戦い、改革主義者の北部州の完全な独立という形で終結した八十年戦争としてよく知られているスペインに対する抵抗の結果として、国民意識が高まることとなった。スペインとの間で12年間続いた一時休戦の条約に署名した1609年には既に国民意識は成熟していた。

## 社会構造

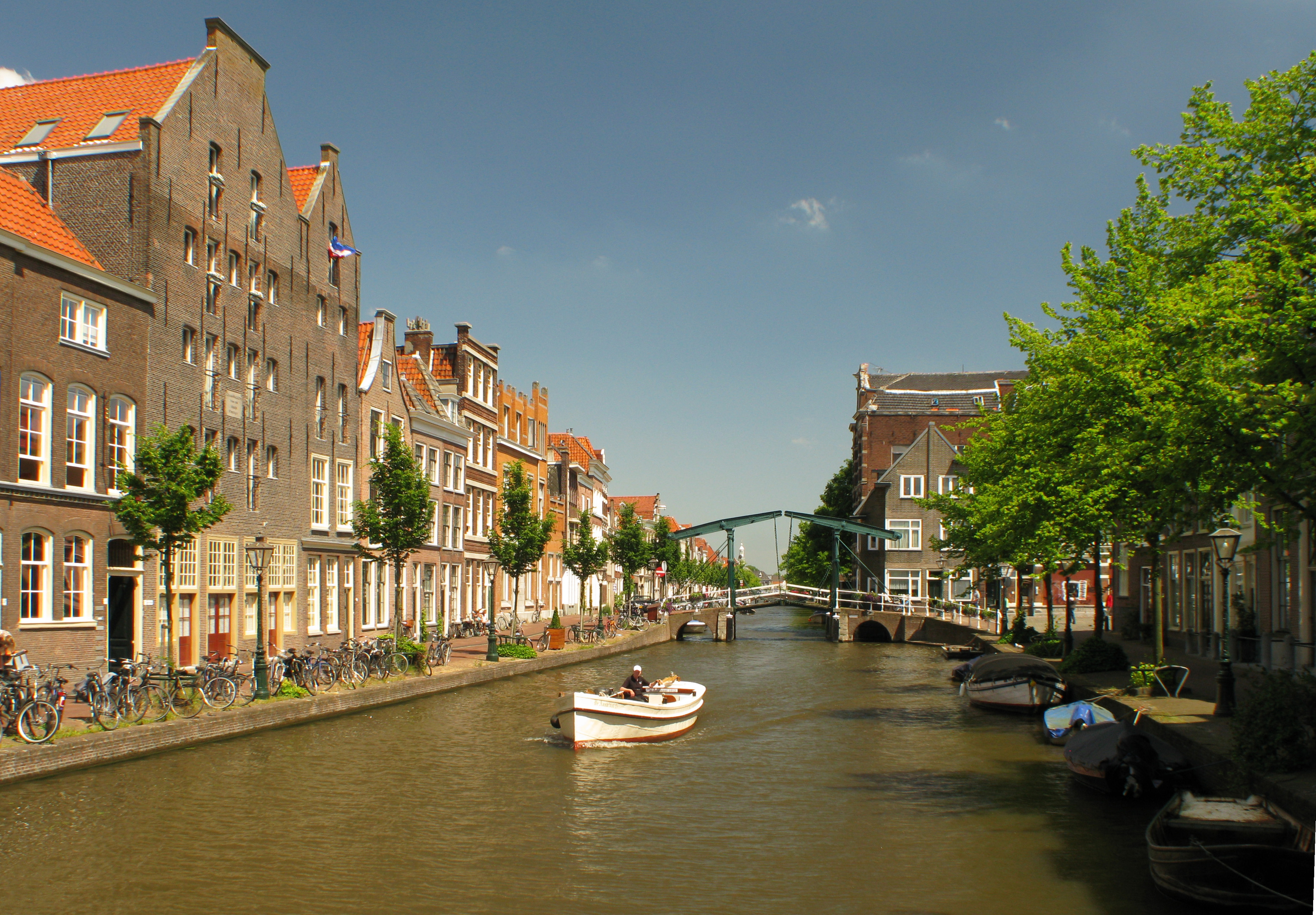
運河と貴族の家 - ライデン

17世紀のオランダでは、社会的なステータスは主に収入によって決められていた。 貴族のほとんどは開発中の内陸部の州に住んでいたため、土地の貴族制は比較的重要ではなく、オランダ社会を支配していたのは都市の商人階級であった。聖職者は、カトリック、プロテスタント双方とも、世俗的な影響はあまりなかった。ローマカトリック教会は、スペインとの八十年戦争の開始以来、多かれ少なかれ抑圧されていた。新興のプロテスタントの動向は、カトリック教会の下のエリアよりもより広大なエリアを社会的に支配していたとはいえ、ばらばらであった。
貴族は社会的ステータスが無いと言っているのではない。その反対に、豪商は地主になったり、紋章や家紋を得たりすることによって、自身に高潔さを持ち込んでいた。貴族も財政的な理由で多くの階層と交わっており、彼らは自分の娘を豪商に嫁がせて、自身も商人となったり、官公庁や軍の事務所を引き受けたりしていた。商人も、官公庁をより大きな経済力と特権の手段として評価し始めていた。大学は、官庁に入るための履歴（学歴）となっていた。裕福な商人や貴族は、息子をヨーロッパへのいわゆるグランドツアーに送り出していた。しばしば、家庭教師（科学者であればなお好ましい）を同伴させ、若い彼らは多くのヨーロッパの国の大学を訪問した。この上流階級や貴族の相互の交わりが、17世紀の後半に特に目立った。

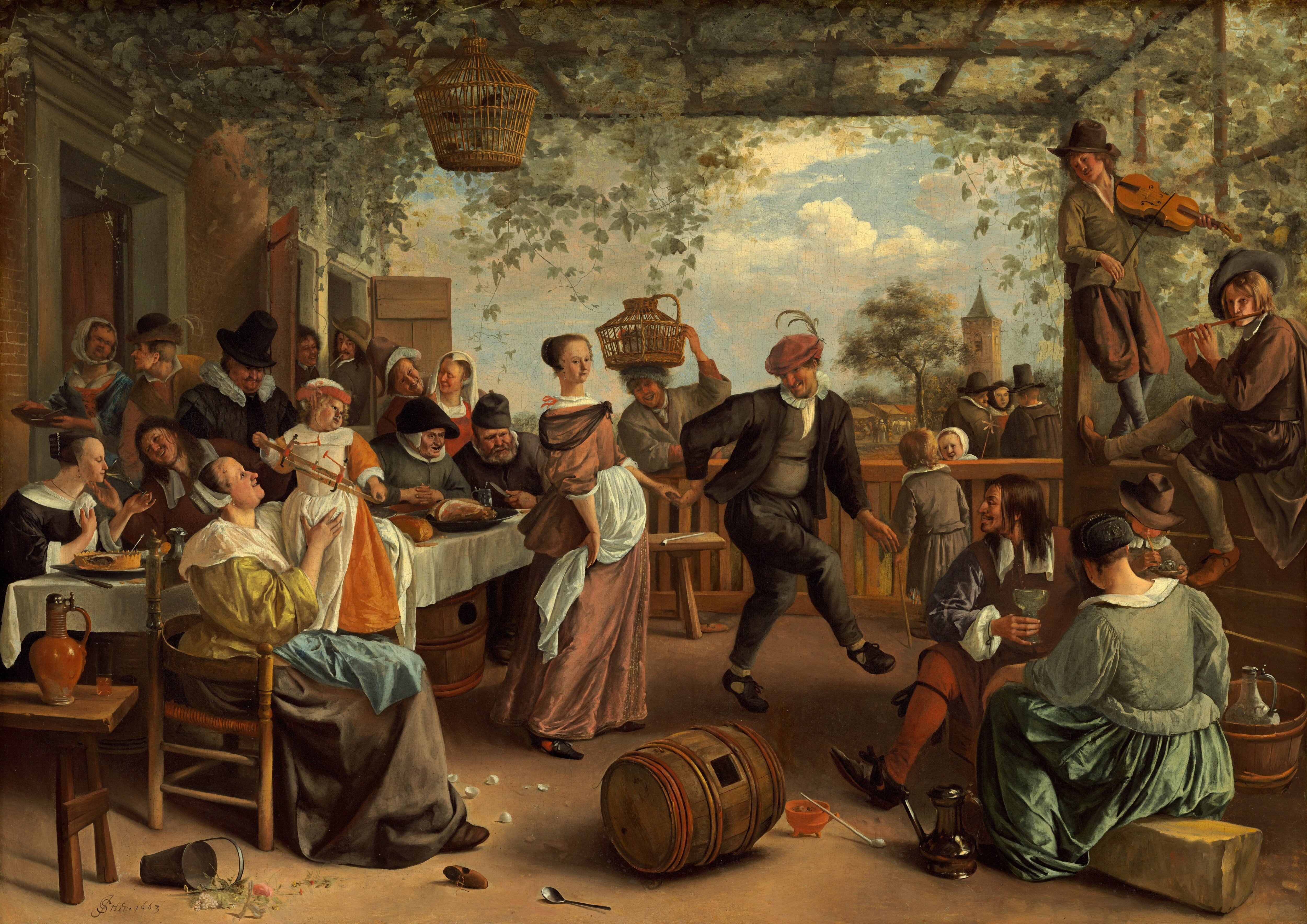
踊るカップル、ヤン・ステーン作 1663年

階層的には、貴族や上流階級の次が、プロテスタントの聖職者、法律家、物理学者、小規模商人、実業家、国家機関の事務員などから成る裕福な中産階級であった。低層レベルの人々としては、農家、職人、熟練工、店主、政府機関の官僚などであった。更に下層には、熟練労働者、メイド、給仕、船員、その他のサービス業従事者などであった。

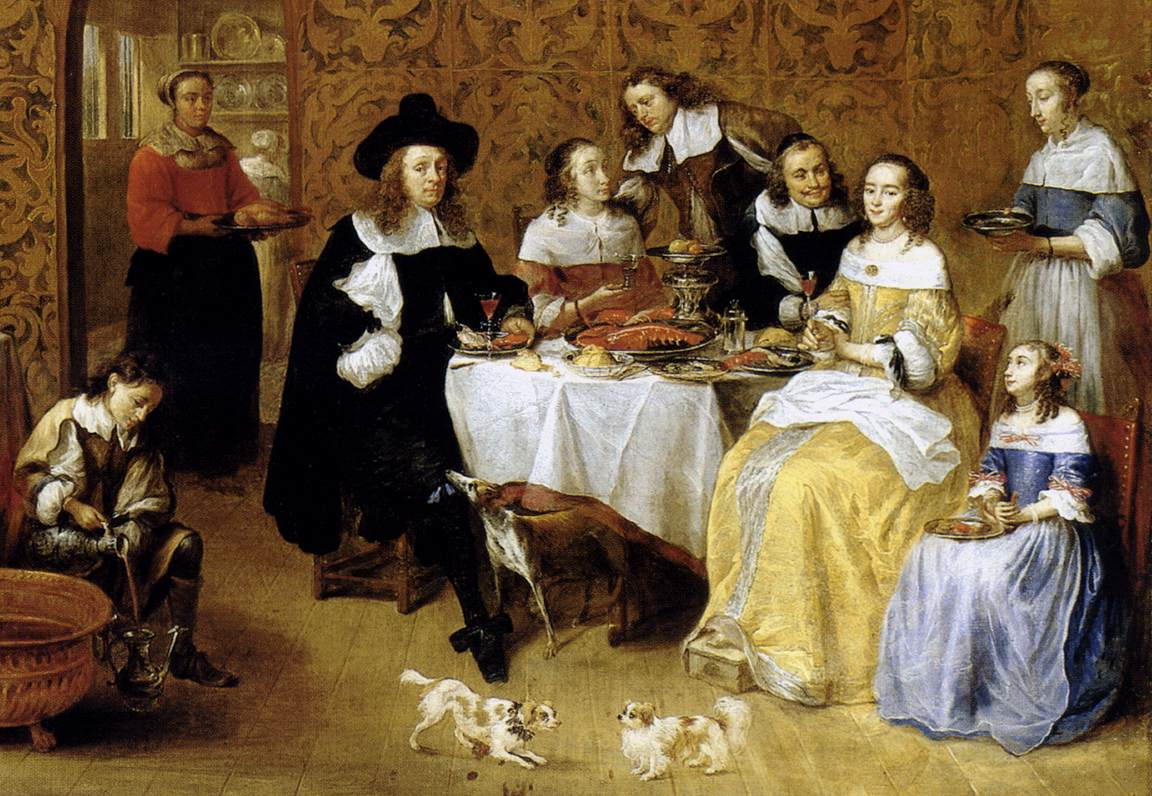
家族肖像画、17世紀後半

ピラミッド構造の最下層は「paupers」で、貧農であり、彼らの多くは、都市において物乞いまたは日雇い労働者として、その運を天に任せていた。
社会的ステータスを定義する上で富が重要であったため、階層間の分離はそれほど決定的なものではなく、他の地域に比べて、社会的な流動性がずっと大きかった。人間性は重要な美徳であると説いているカルビニズム思想も、社会的差異の重要性を減少させる傾向があった。これらの傾向は、引き継がれており、近代のオランダ社会は、世俗化しているとはいえ、多くの人に、かなり平等主義的社会であると考えられている。他のヨーロッパ諸国よりも収入の不平等性は小さいものの、港湾労働者のあばら家の１部屋と、アムステルダムの大商人の邸宅の違いは、コメントの必要もないほどかなり明確であった。
労働者、作業員は、一般的に多くのヨーロッパ諸国よりも多い賃金をもらっていて、税金も高かったとはいえ、比較的生活の水準は高かった。農家は、主に市民や船員を支える換金作物を売ることで、栄えていた。

## 宗教

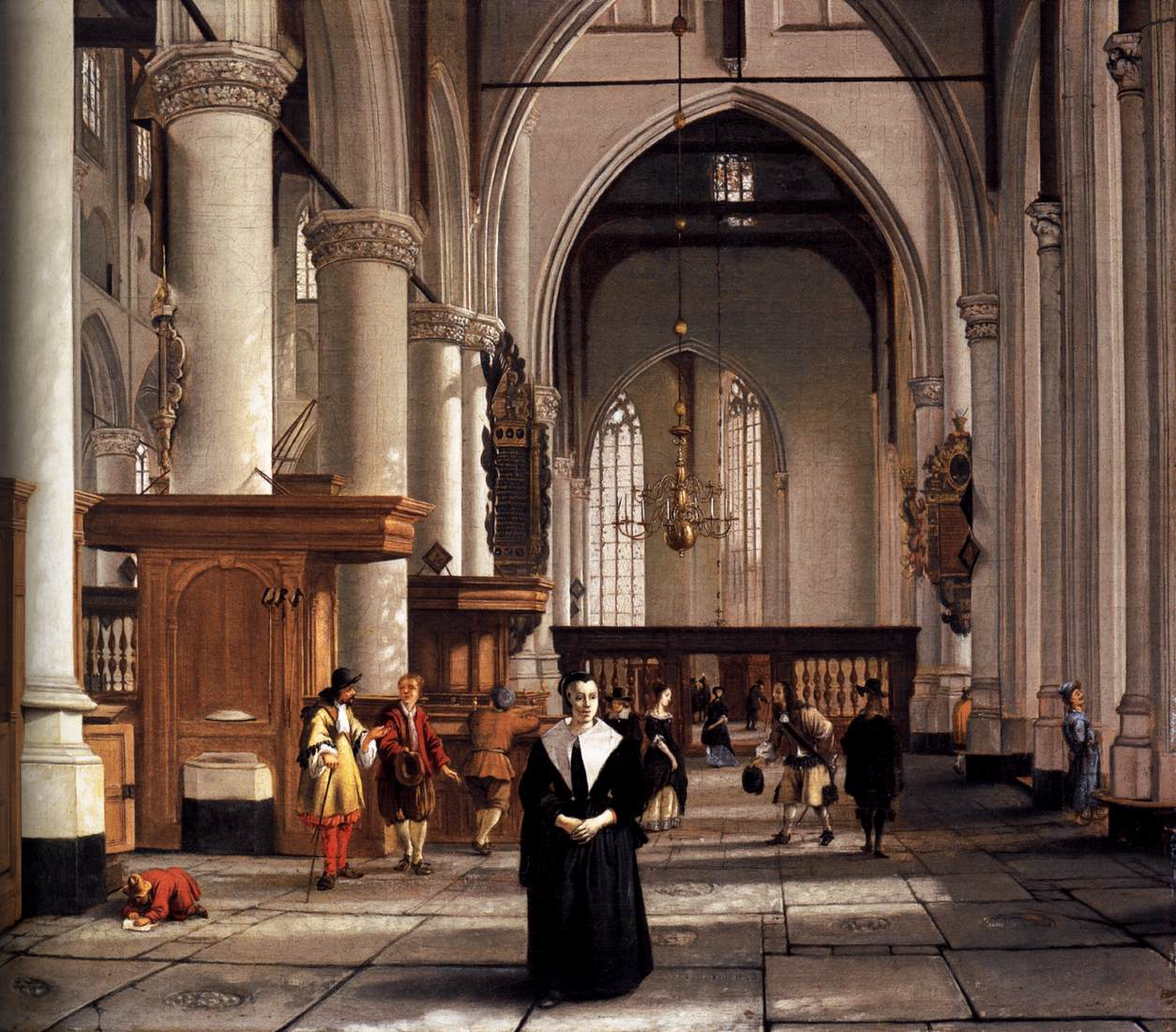
ロッテルダムのLaurenskerk教会の内装 1664年

カルヴィニズムは、ネーデルラント共和国の国教であった。しかし統一性が存在していることを示しているわけではない。周辺諸国と比べてネーデルラントは寛容な国家であるにもかかわらず、富や社会的に高いステータスは、ほとんど独占的にプロテスタントが所有していた。ユトレヒトやゴーダといったカトリックの影響が著しく強い都市では、黄金時代の富を享受することはなかった。プロテスタントの町では、信念を統一することが、一般的であるとは言い難かった。世紀の初頭、厳格なカルビニズム派とレモンストラント派として知られるより寛容なプロテスタントとの間で激しい論戦があり、国を二分した。(反レモンストラント派として知られた)教義上の敵が、ドルト会議（1618年 – 1619年）において大きな勝利を得た一方で、レモンストラント派は予定説を否定し、良心の自由を擁護した。宗派の多様性が、宗教的な観念的不寛容性を生み出した可能性がある。
デジデリウス・エラスムス（1466年頃 – 1536年）が主要な提唱者であったルネサンス・ヒューマニズムも、確固とした基盤を持ち、寛容的な風土の部分的な要素となっていた。
スペインからの独立するために八十年戦争において、宗教が重要な役割であった（他の重要な動機付けとなった政治的、経済的な自由）ため、カトリックに対する寛容性を掲げることは簡単なことではなかった。しかし、不寛容な意志は、お金で解決することができた。こうしてカトリックは、秘密集会（目立たない教会としての機能のある家）において儀式を行う特権を購入することができたが、当然官公庁での購入は不可能であった。カトリックは、大きな集団の一つではあったものの、それぞれの町において独自の範囲内で活動することが多かった。例えば、カトリックの画家のフェルメールは、デルフトの町の「Papist corner」に住んでいた。アナバプテストやユダヤ教信者も同様の状態であった。
全体として、ネーデルラントの寛容性が、他国からの宗教的難民、特に富を携えてきたポルトガルから来たユダヤ人商人を弾きつけた。1685年フランスのナントの勅令の廃止が、多くが店主や科学者であった多数のフランスのユグノーの移民（移住者）を生み出した。しかし哲学者のスピノザ（1632年 – 1677年）などの数人は、社会的不名誉による移住であった。

## 科学

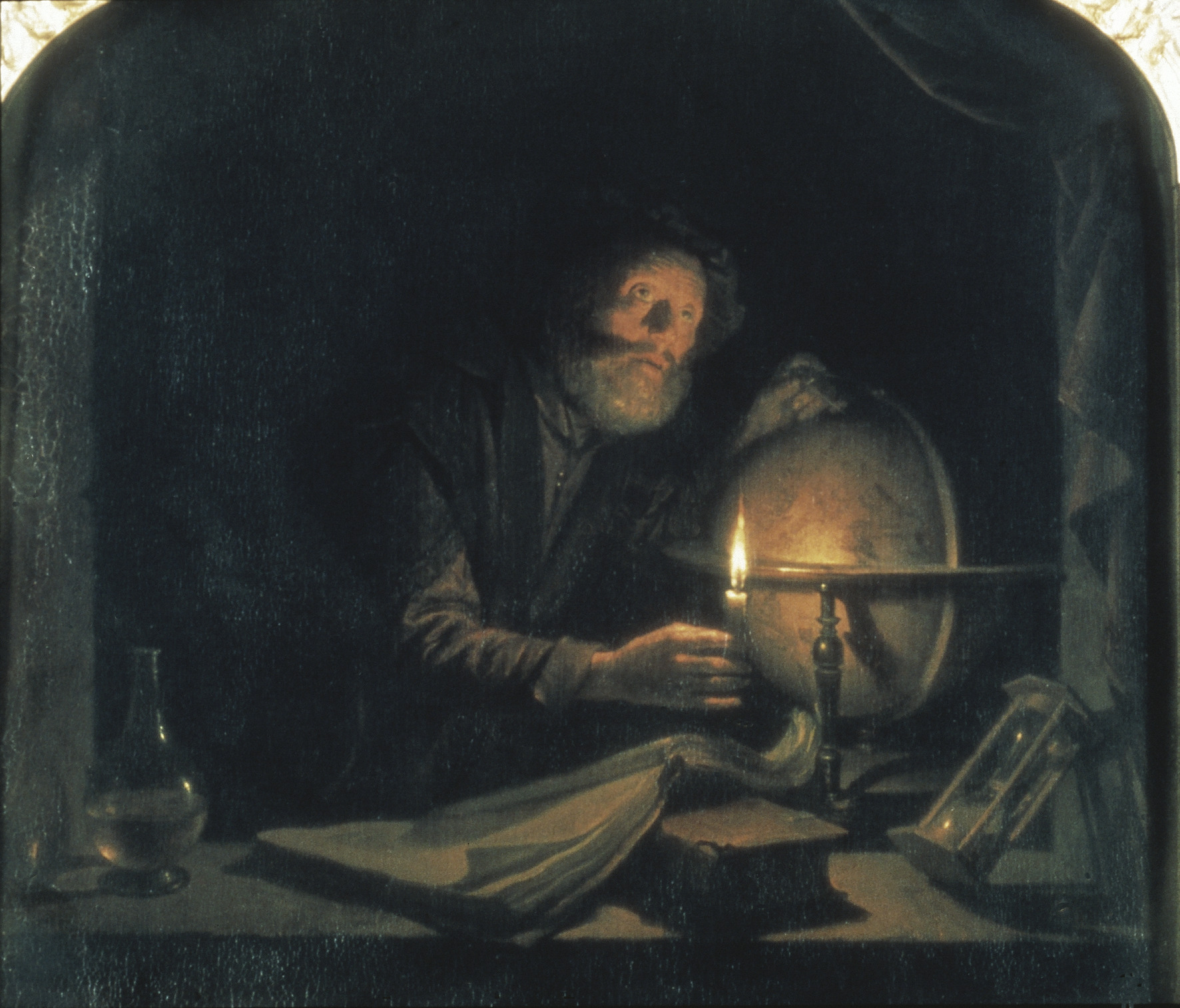
ヘラルト・ドウ作 「天文学者」1650年

知識に関して寛容である土地柄であったことにより、ネーデルラント共和国は、ヨーロッパ全土の科学者や思想家を引付けた。特に、有名なライデン大学（ライデンの八十年戦争中のスペインに対する勇敢な抵抗への感謝の証としてオランダ総督のウィレム1世によって1575年に設立された）は、知的活動の集積地となった。チェコの教育者で作家であるコメニウスは、教育理論で有名であるだけでなく、17世紀のチェコのプロテスタント思想のパイオニアとして有名である。対抗宗教改革から逃れるために、彼はネーデルラント共和国に移民として入り、北ホラントのナールデンに埋葬された。コメニウスはLaurens de Geerの招待を受け入れ、アムステルダムを訪問し、人生最後の14年間（1656年 - 1670年）をそこで過ごした。彼は　彼の出版物のおよそ半分にあたる合計43巻の最も重要な著作物をそこで出版した。フランス人の哲学者で数学者のルネ・デカルト（1596年 - 1650年）は、1628年から1649年までオランダに住んでいた。 彼も最も重要な著作物をアムステルダムとライデンで出版している。フランス生まれの哲学者ピエール・ベールは、1681年フランスを離れ、ネーデルラント共和国にやってきて、ロッテルダムの著名な学校で、歴史と哲学の教授となった。彼は1706年に亡くなるまでロッテルダムに住んでいた。バートランド・ラッセルが「西洋哲学の歴史（1945年）で述べたように、「デカルトは、ビジネスでフランスに数回、イングランドに一度行った以外は、オランダに20年間(1629-49)住んだ。17世紀における思索の自由のあった国としてのオランダの重要性は、強調しても強調しすぎることはない。トマス・ホッブズは、彼の著作物をここで印刷する必要があり、ジョン・ロックは、1688年以前のイングランドにおける最悪の5年間の反動期間、ここに避難していた。ピエール・ベールは、そこに住むことが必要であると感じ、バールーフ・デ・スピノザはオランダ以外の国では、彼の活動をすることはほぼ許されなかっただろう。」
オランダの法律家は、国際的な海事法と商法の知識で有名であった。フーゴー・グローティウス（1583年 – 1645年）は、国際法の基礎の確立に主導的な役割を果たした。彼は「Free seas」または「Mare liberum」の概念を考案した。世界の貿易の支配に関してオランダの主要なライバルであったイングランドにより猛烈な抗議を受けた。彼は彼の著作物「De iure belli ac pacis(戦争と平和の法)」の中で国家間の紛争に関する法律も策定した。

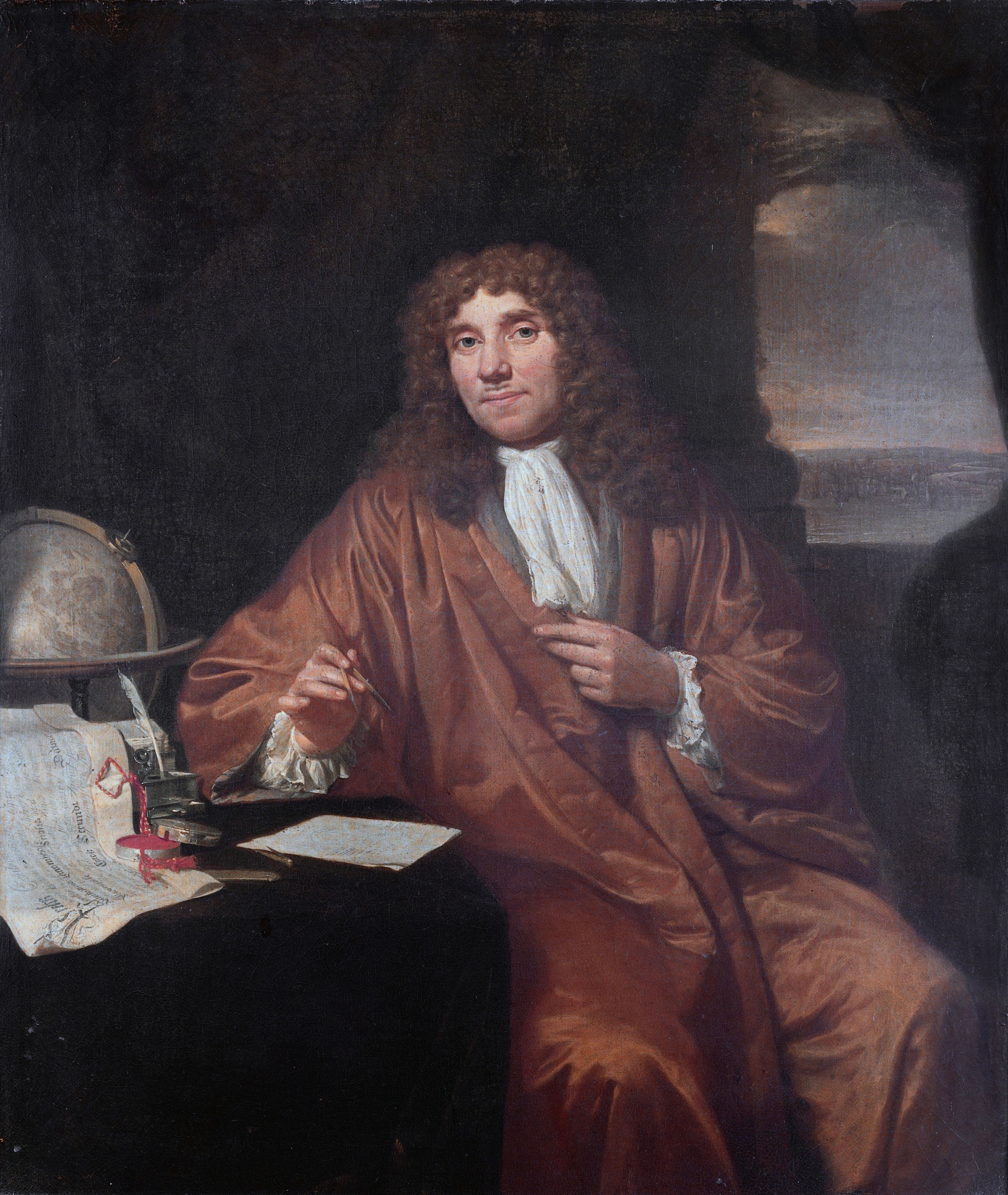
Jan Verkolje作 アントニ・ファン・レーウェンフックの肖像

クリスティアーン・ホイヘンス（1629年 – 1695年）は、有名な天文学者、物理学者、数学者である。彼は振り子時計を発明し、正確な時間管理に重要なステップとなった。天文学への貢献としては、土星の環を説明したことである。彼は、光学分野にも貢献した。光学分野において最も有名なオランダの科学者といえば、おそらくアントニ・ファン・レーウェンフックであり、彼は初めて微視的な生命を系統的に調査した。彼はバクテリアの存在を記述した最初の人物であり、微生物学分野の基礎を築いた。「顕微鏡」は簡素な拡大鏡である、複合的な顕微鏡ではなかった。 直径一ミリメートルほどのレンズを研磨するスキルにより、拡大率は245倍までになった。
オランダの有名な水力工学者のJan Leeghwater（1575年 – 1650年）は、オランダの半永久的な海との闘いに重要な功績を残した。 Leeghwaterは、大きな湖の多くをポルダーに変え、風車を使って水をかき出すことで、相当多くの土地を共和国にもたらした。
再び、オランダの寛容な風土により、書籍の出版社も栄えた。国外では論争の的になるような宗教、哲学、科学に関する多くの本がオランダで出版され、秘かに他国へ輸出されていた。このような理由で、17世紀のネーデルラント共和国は、ヨーロッパの出版社のようになった。

## 文化

オシアス・ベールト兄作、牡蠣、果物、キャンディー、ワインの載った皿 1620/1625年

低地帯諸国は、近隣諸国よりも目立った文化的発展を経験した。オランダの著名な劇作家Joost van den Vondelなどのいくつかの例外を除き、バロックのムーブメントは、それほど大きな影響を与えなかった。バロックの活力に溢れた様子は、多数派のカルヴィニズムの住民の質素さに合わなかった。
芸術の新しい発展の主要な推進力となったのは、特に西部州、最初はホラント、次にホラントほどではないがゼーラントやユトレヒトを中心とした市民であった。他国ではしばしば裕福な貴族が芸術のパトロンであった一方で、オランダにはそのような貴族は少なかったため、パトロンの役割は、富裕な商人や上流階級の人々が果たした。
文化的活動の中心は、都市の民兵組織（オランダ語で"schutterij"）や、 chambers of rhetoric（オランダ語で"rederijkerskamer"）であった。 "Schutterij"は、都市の防御や警備のために創られたものであったが、更には、目立つ役割を果たすことに誇りを持ち、集団肖像画としてそれを後世に残すことに多くのお金を払った富裕層の会合場所としての役割も果たしていた。"Rederijkerskamer"は、詩やドラマ、議論などの文学的活動を、時にはコンテストを通じて、養成する都市レベルの団体であった。都市は彼らの団体に誇りを持ち、それらを推奨していた。
17世紀の間、都市の商人階級が、裕福な中産階級であるオランダ社会を支配していた。17世紀がオランダに繁栄をもたらした。オランダ黄金時代において、 中産階級の食事は、豊富で多様な料理であった。
15世紀、オートキュイジーヌが登場し、これを食するのはほぼ貴族階級に限られていたが、17世紀以降、裕福な市民もオートキュイジーヌ料理を食することができるようになった。オランダ帝国は、香辛料、砂糖、外国の果物を、国内に輸入することを可能にした。17世紀後半までに、茶、コーヒーの消費が増加し、日々の生活の一部となった。茶はスイーツ、チャンディー、マジパン、クッキーなどと一緒に提供されていた。当時のオランダ富裕層の食事には、高価な料理や飲料が多く出されていた。

### 絵画

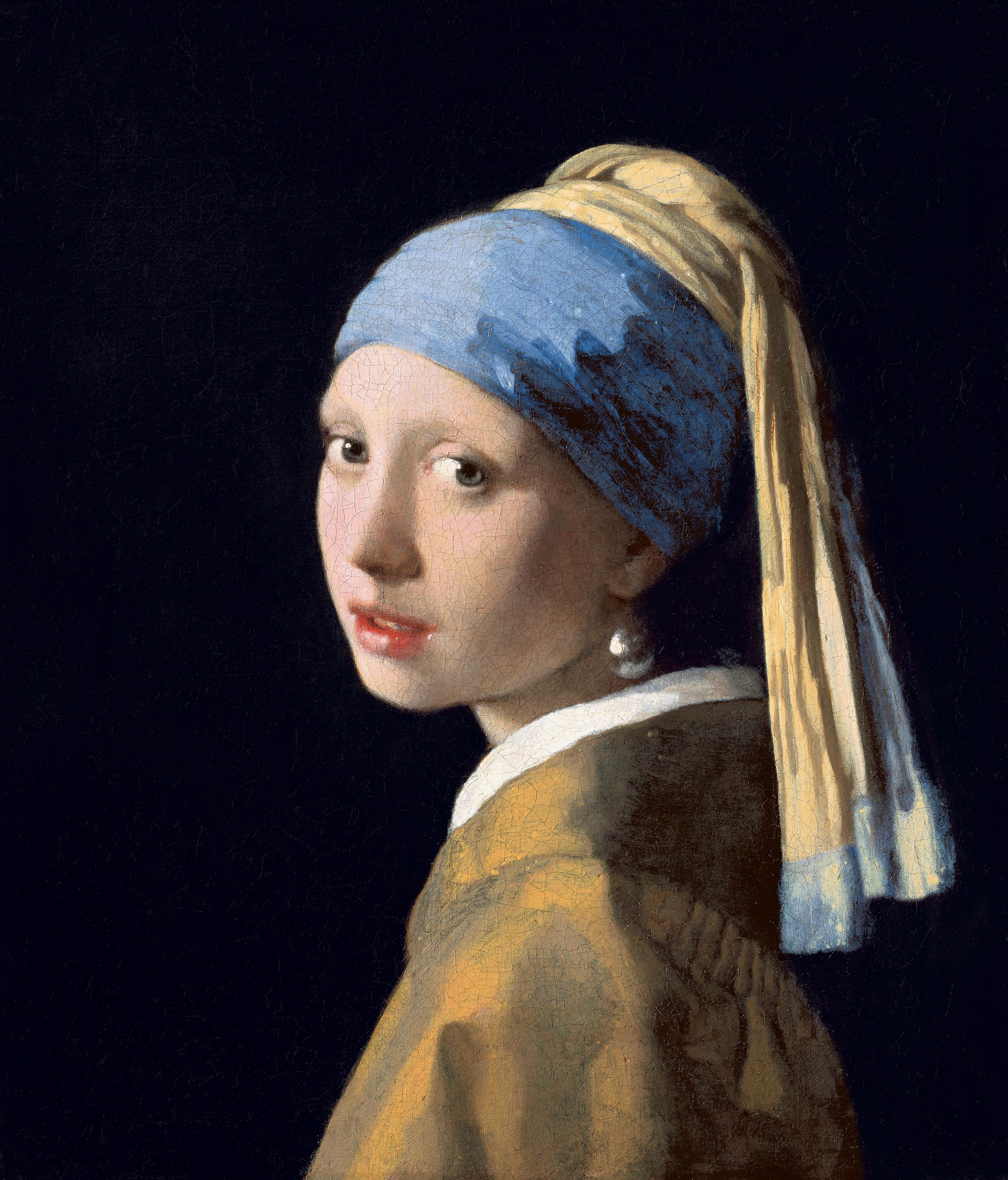
ヨハネス・フェルメール作の「真珠の耳飾りの少女」

オランダ黄金時代の絵画は、ヨーロッパの他の地域で支配的であったカラヴァッジョ派や写実主義といったバロック絵画の多くの特質を引き継いだものであったが、静物画、風景画、風俗画などの分野に革新をもたらした。自画像も人気があったが、伝統的に絵画分野のヒエラルキーで最上位だった歴史画は、購入者を見つけるのに苦労した。教会芸術は事実上存在せず、他の種類の彫刻もほとんど創られていなかった。その一方で美術品収集や一般市場向けの絵画制作もオランダ各地で盛んであり、美術史家たちは、裕福なオランダの中産階級や、成功した商人層のパトロンの数が増加したことが、特定の絵画主題の人気の推進力として働いたと指摘している。
対抗宗教改革派の教会では、ヨーロッパのカトリック教国で芸術を後援していたパトロンが不足していたこともあって、数多くの風俗画や他の非宗教的な絵画が描かれることとなった。例えば、海を埋め立てた土地や共和国の黄金時代を特徴付ける貿易源や海軍力を反映する風景画や海洋画などである。オランダバロック絵画でかなり特徴的である一つの主題としては、特にレンブラントの「夜警」のような市民や民兵ギルドなどの集団を描いた集団肖像画である。特に静物画は、「pronkstilleven (オランダ語で「華美な静物」)」と呼ばれていた。これら華美な静物画の様式は、1640年代に、フランス・スナイデルス、オシアス・ベールト 、アドリアーン・ファン・ユトレヒトやすべての年代のオランダ黄金時代の画家などのフランドルの芸術家によってアントウェルペンで発展したものであった。彼らは、無機物、花、狩猟の獲物など多様なものを描き、人と動物とを一緒に描くことで存在感を強調した静物を描くことも多かった。この様式は、すぐにネーデルラント共和国出身の芸術家たちが自身の作品に採用することとなった。
現代で最も知られているオランダ黄金時代の画家は、その時代の最も傑出した人物であったレンブラントや、デルフトの巨匠ヨハネス・フェルメール、革新的な風景画家ヤーコプ・ファン・ロイスダール、肖像画に生活を捧げたフランス・ハルスである。有名な芸術スタイルやトレンドには、ハールレムのマニエリスム、ユトレヒト・カラヴァッジョ派、デルフト派、ライデンの細密画派、オランダ古典主義などがあった。

### 建築

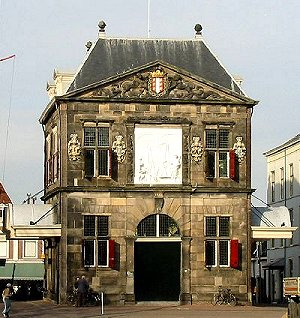
建築家Pieter Post(1608–1669)が設計したゴーダにある1667年に完成したチーズ計量所

オランダの建築は、黄金時代に新しい段階に入った。経済的に繁栄し、都市は大規模に拡大した。新市庁舎、貨物計量所、倉庫が建てられた。 財を成した商人が、多くの都市やその周辺で（防御と輸送目的で）掘られた新しい運河沿いに新しい家を発注し、その家は彼らの新しい社会的ステータスに合わせる形で装飾されたファサードを持っていた。田舎では、新しい城郭や風格のある家々が建てられたが、それらの多くは現在は残っていない。
17世紀初頭、ルネサンスのモチーフと結びついた後期ゴシック様式の要素が、依然として行き渡っていた。20年から30年後、フランスの古典主義が注目を集めており、垂直的な要素が強調され、装飾は少なめで、煉瓦よりも天然石が好まれた。世紀末の数十年間、堅実性への傾向が強調されていた。1670年頃、邸宅の前面の特徴で最も目立ったのは、入口であり、両側に柱があり、おそらくその上にバルコニーがあったが、それ以外の装飾は無かった。
プロテスタント教会は1595年から発注され、それらの多くは今日も街のランドマークとなっている。
最も有名な17世紀のオランダの建築家は、Jacob van Campen、Pieter Post、Pieter Vingbooms、Lieven de Key、ヘンドリック・デ・ケイゼルである。

### 彫刻
17世紀の彫刻に関するオランダの業績は、絵画や建築と比べると小さいものであり、周辺諸国に比べると、例が少ない。その大きな理由として、宗教改革における論争点の一つであったローマカトリックの偶像崇拝に対する反発があり、プロテスタント教会の内装に彫刻がないことが挙げられる。他の理由としては、貴族階級が比較的少なかったことである。政府の庁舎、私的建造物(しばしば邸宅の前部の装飾)、教会の内装など用などの用途で発注された。墓のモニュメントや胸像などの市場もあった。
ヘンドリック・デ・ケイゼルは、黄金時代の夜明け頃に活躍した数少ないネーデルラント生まれの彫刻家の一人である。1650年代から1660年代にかけて、フランドルの彫刻家のArtus I Quellinusは、クェリヌス家やRombout Verhulstなどの随行者とともに、王宮（現アムステルダム市庁舎）の古典主義装飾を任されていた。これはオランダ黄金時代の彫刻の主要な記念物として今も残っている。

### 文学
黄金時代は、文学の発展にも重要であった。Gerbrand Bredero、Jacob Cats、Pieter Hooft、Joost van den Vondelなどの人物がこの時代に活躍した。

## 日本との関係
貿易センターとしてのアムステルダムの支配的な地位は、長崎湾にある島であった出島の貿易拠点を介して行われた日本との貿易が オランダ東インド会社 (VOC) によって独占された1640年に確固たるものとなった。オランダは中国や日本と貿易し、将軍に対してtributeを支払った。1854年まで、オランダは日本の西洋への唯一の窓口となった。ヨーロッパから導入された科学的知見の集積は、日本では「蘭学」として知られていた。オランダは、当時ヨーロッパで興った産業革命、科学技術的革命の知見を日本に伝えるのに役立った。日本は、数多くの科学的書籍を、オランダから購入したり、翻訳したりして、西洋世界への好奇心や(時計などの)工業製品を得て、(19世紀の電気現象や気球などの)様々な西洋の発明品の実演を日本で行った。17、18世紀、おそらくオランダはヨーロッパ全土の中で最も経済的に豊かで、科学的に進んでいた国で、そのことにより、日本へ西洋の知識を伝える特権的なポジションを得ることとなった。